# Combate de Corrales
El combate de Corrales fue un suceso militar ocurrido el 10 de julio durante la campaña de Nueva Granada de 1819 que enfrentó las fuerzas de la III Divison del Ejército Realista bajo el comandados por el coronel José María Barreiro, y las tropas patriotas de la vanguardia del Ejército Libertador de la Nueva Granada del general Simón Bolívar.

## Antecedentes
El 7 de julio, la mayoría del ejército Libertador ya había atravesado la Cordilleria Oriental por el Páramo de Pisba llegando a la población de Socha en la Provincia de Tunja. El estado en que se encontraba este cuerpo era lamentable, se había perdido hombres y pertrechos durante la travesía, además más de 500 hombres habían caído enfermos durante la marcha donde fueron internados en un hospital militar establecido en Tasco. Durante los siguientes días, el ejército recuperaría sus fuerzas. Mientras tanto el mismo día del 7 de julio, Bolívar ordenó al capitán Antonio María Durán comandante del escuadrón Guías de Vanguardia que con 20 hombres efectuara un reconocimiento sobre el pueblo de Corrales. Durán y sus hombres lograron sorprender y capturar un pequeño destacamento realista cerca del pueblo. Al mismo tiempo el teniente Mateo Franco con 60 soldados de Batallón Cazadores capturó al caserío de Gámeza.
La III Divison del ejército realista que había estado acuartelada en Tunja se puso en camino a Sogamoso donde llegaron la noche del 9 de julio, el comandante realista el coronel José María Barreiro había recibido noticias de que los patriotas ocupaban las poblaciones de Corrales y Gámeza. Tras recibir esta noticia ordenó hacer un reconocimiento sobre ambos puntos el día siguiente. Destinando para el efecto, a Corrales un pelotón de 30 hombres al mando del teniente Manuel Gutiérrez, y a Gámeza la compañía de granaderos del batallón Primero del Rey y algunos dragones.

## Desarrollo
La fuerza española que al mando del teniente Manuel Gutiérrez fue a Corrales, al llegar a este sitio se encontró con veinte soldados de la caballería patriota que salían a combatirla. El oficial español contando con la superioridad de sus fuerzas, cargó contra ellos pero al perseguirlos, de las primeras casas salió una fuerza considerable calculada por el en trescientos hombres, que en realidad era un escuadrón al mándo del coronel Justo Briceño, el cual desbarató el pelotón realista y lo persiguió hasta el vado del Río Chicamocha, pudiendo solamente salvarse el comandante y cuatro dragones. En cuanto a la fuerza realista que fue a desalojar a los patriotas de Gámeza, que según cálculo español eran doscientos hombres, también fue batida.
Ante esta circunstancia, Barreiro avanzó bordeando el Chicamocha, para apoyar las fuerzas de Corrales, y envió un refuerzo a Gameza con la orden de replegarse toda la fuerza sobre la división en caso de no tener éxito. En su marcha Barreiro llegó a la casa de Pantanitos, desde donde, a las doce del día 10 de julio, envió una carta al Virrey. Barreiro continuó su movimiento sobre el enemigo hasta los Molinos de Tópaga donde formó la división y esperó largo rato el ataque patriota. En vista de que este no se produjo, decidió oponer fuerzas de distinta arma a cada uno de los destacamentos republicanos y ordenó que marchara a Corrales, en donde se encontraba una fuerza patriota al mando del teniente Anselmo Ascanio, la compañía de cazadores del batallón Primero del Rey al mando del comandante del batallón, el teniente coronel Nicolás López, y a Gámeza un destacamento compuesto por la compañía de granaderos de ese mismo batallón comandado por el capitán Vicente Gallardo junto con una compañía de dragones comandado por el teniente coronel Francisco González.
Estas fuerzas batieron las avanzadas patriotas, en Corrales la caballería patriota del coronel Briceño tuvieron que retirarse y fueron perseguidos hasta pasado el pueblo de Corrales, donde se lanzaron al río para salvarse los que no pudieron hacer estos fueron capturados por los realistas. En Gámeza, los 60 hombres del teniente Ascanio fueron atacados sorpresivamente y derrotados completamente por parte de las tropas realistas. El teniente Franco también fue atacado por las tropas realistas, aunque sus hombres se defendieron por un rato, tuvierion que retirarse hacia Tasco donde en medio del camino se encontraron con el general Francisco de Paula Santander a la cabeza del resto del Batallón Cazadores. Ante este situación el ejército Patriota reaccionó con dos unidades que obligaron a los realistas a parar su persecución y replegarse a sus posiciones en Tópaga. Los Patriotas se replegaron hacia su cuartel en Tasco, la acción había resultado en una victoria parcial para el bando realista.

## Consecuencias
Los triunfos parciales que habían obtenido el ejército realista el 10 de julio llenaron de optimismo a Barrerio, quien expreso estos sentimientos en una carta dirigido al Virrey, en la misma donde también le informó la información brindada por los prisioneros patriotas quienes habían informado a Barreiro que el cuartel de Bolívar se encontraba en Tasco, y que el número de soldados que poseía su enemigo ascendían cerca de 2000 hombres.
Durante el combate en Corrales los realistas habían causado la muerte 20 jinetes y también tomaron 5 de ellos como prisioneros. También capturaron a 70 caballos junto con varias carabinas y lanzas. La infantería patriota tuvo peor suerte según el relato de Barreiro "pues perecieron la mayor parte, dispersándose los que pudieron evitar la muerte o caer prisioneros." En total se había capturado a más de 43 prisioneros patriotas quienes después de haber sido interrogados fueron ejecutados por orden de Barreiro. Los prisioneros patriotas fueron atados por parejas, espalda con espalda y lanceados en la forma más cruel, fueron ultimados de esta manera para conservar munición.

## Enlaces
- Batalla del Pantano de Vargas
- Batalla de Boyacá

- Datos: Q5778604